# Ken: Fist of the Blue Sky
Sōten no ken (蒼天の拳, Sōten no ken, littéralement « Le Poing du ciel bleu ») est un manga écrit par Buronson et dessiné par Tetsuo Hara. Il a été prépublié dans le Weekly Comic Bunch, et a été compilé en un total de 22 tomes. Il est publié en intégralité en version française par Panini dans la collection Génération comics sous le titre Ken: Fist of the Blue Sky. En 2021, Mangetsu reprend les droits de la série et la réédite sous son nom original à partir du 6 octobre.
Il a été adapté en anime de 26 épisodes par Souten Studio, et diffusé entre octobre 2006 et mars 2007. 
Une suite intitulée Sōten no Ken: Re:Genesis est publiée depuis octobre 2017. Celle-ci est écrite par Hiroyuki Yatsu et dessinée par Hideki Tsuji. Un deuxième anime intitulé Fist of the Blue Sky: Regenesis est diffusé entre avril et décembre 2018.

## Synopsis
Dans les années 1930, Kenshirô Kasumi, « Roi des Enfers » (Yan-Wang, deux générations avant celle de Hokuto no Ken), 62e grand maître de la technique de combat Hokuto Shinken (« poing divin de la grande ourse ») se trouve pris dans des conflits autour de la Mandchourie.

## Manga

### Liste des volumes et chapitres
| no | Japonais          | Japonais          | Français          | Français      |
| no | Date de sortie    | ISBN              | Date de sortie    | ISBN          |
| --- | ----------------- | ----------------- | ----------------- | ------------- |
| 1 | 9 octobre 2001    | 4-10-771000-9     | 25 mars 2004      | 9782845383111 |
| Liste des chapitres : - Ch.1 : L'homme dont la tête est mise à prix : Yan-Wang, le Roi des Enfers - Ch.2 : Le code d'honneur !! - Ch.3 : La menace du poing meurtrier !! - Ch.4 : L'empereur fantoche !! - Ch.5 : L'insupportable humiliation !! - Ch.6 : L'héritier du Hokuto - Ch.7 : Les larmes de Li Yong Jian... - Ch.8 : La ville du mal ! - Ch.9 : Prie le ciel bleu ! - Ch.10 : Sur le sol de Shanghai !! |                   |                   |                   |               |
| 2 | 9 novembre 2001   | 4-10-771016-5     | 27 mai 2004       | 9782845383340 |
| Liste des chapitres : - Ch.11 : L'odorat de Yan Wang !! - Ch.12 : Cruauté inhumaine !! la chasse au Qing Bang !! - Ch.13 : Massacre aux jeux de mises a mort !! - Ch.14 : Confession éhontée !! - Ch.15 : Un spectacle stupéfiant !! - Ch.16 : Affrontement ultra violent !! - Ch.17 : La technique secrète de Goran !! - Ch.18 : Un nouvel ennemi puissant ! - Ch.19 : L'heure de la victoire !! - Ch.20 : Prie les dieux des enfers !! - Ch.21 : Cruelle torture ! - Ch.22 : Un noir étincelant !! |                   |                   |                   |               |
| 3 | 9 mai 2002        | 4-10-771036-X     | 22 juillet 2004   | 9782845383616 |
| Liste des chapitres : - Ch.23 : Une destinée maculée de sang !! - Ch.24 : Le désert de la trahison !! - Ch.25 : L'ombre qui s'approche furtivement ! - Ch.26 : De nouvelles opportunités !! - Ch.27 : Le destin d'un monde en guerre !! - Ch.28 : Le combat des grands maîtres du Hokuto !! - Ch.29 : Demande au dragon !! - Ch.30 : Sauve ton peng-you !! - Ch.31 : Danse macabre !! - Ch.32 : Pour la restauration du Qing Bang !! - Ch.33 : Provocations !! |                   |                   |                   |               |
| 4 | 9 août 2002       | 4-10-771051-3     | 23 septembre 2004 | 9782845383845 |
| Liste des chapitres : - Ch.34 : Le signe de la renaissance !! - Ch.35 : Le poing de la folie meurtrière !! - Ch.36 : Au bout de la folie !! - Ch.37 : La voie du Mal !! - Ch.38 : Un cadeau pour son ambition !! - Ch.39 : La berceuse mélancolique - Ch.40 : L'attaque du Hong Hua Hui !! - Ch.41 : Voyage à travers le destin !! - Ch.42 : Requiem pour un massacre !! - Ch.43 : Vengeance miséricordieuse !! - Ch.44 : La belle cavalière hors-la-loi !! |                   |                   |                   |               |
| 5 | 9 janvier 2003    | 4-10-771073-4     | 25 novembre 2004  | 9782845384187 |
| Liste des chapitres : - Ch.45 : Le bar des séparations et des retrouvailles - Ch.46 : Rêve de parradis terrestre ! - Ch.47 : À la recherche d'une terre de paix - Ch.48 : La libido du héros !! - Ch.49 : Présage de miracle !! - Ch.50 : Loin dans les souvenirs ! - Ch.51 : Le Paradis et l'Enfer - Ch.52 : Condamnation à mort ! La paume de la déchéance ! - Ch.53 : À la poursuite de Zhang Tai-Yan !! - Ch.54 : Le fauve voleur de mariées !! - Ch.55 : L'énergie guerrière du Hokuto Sokaken |                   |                   |                   |               |
| 6 | 9 mai 2003        | 4-10-771089-0     | 13 janvier 2005   | 9782845384538 |
| Liste des chapitres : - Ch.56 : Le code d'honneur du Hokuto !! - Ch.57 : L'éminence grise du Hong Hua Hui ! - Ch.58 : L'attaques des cavaliers rebelles !! - Ch.59 : L'arrêt du bus sanglant !! - Ch.60 : La statue de la déesse du souvenir !! - Ch.61 : La fleur du courage !! - Ch.62 : Un parfum de nostalgie !! - Ch.63 : Cherchez Yu-Ling !! - Ch.64 : Décision inébranlable !! - Ch.65 : Les caprices du destin !! - Ch.66 : Les larmes du souvenir !! |                   |                   |                   |               |
| 7 | 9 septembre 2003  | 4-10-771112-9     | 10 mars 2005      | 9782845384729 |
| Liste des chapitres : - Ch.67 : Un interprète digne de confiance !! - Ch.68 : Un assassin lâché dans la nature !! - Ch.69 : Une course folle de l'assassin !! - Ch.70 : Technique mortelle : l'Hiraiko !! - Ch.71 : Confrontation brûlante !! - Ch.72 : L'ultime technique de Zhang Tai-Yan !! - Ch.73 : Le point secret de l'obsession !! - Ch.74 : L'étoile bleue du Hokuto !! - Ch.75 : Le poing de la haine !! - Ch.76 : La mission de goshamonto !! - Ch.77 : Une douleur que rien ne pourra effacer !! |                   |                   |                   |               |
| 8 | 9 janvier 2004    | 4-10-771129-3     | 12 mai 2005       | 9782845384965 |
| Liste des chapitres : - Ch.78 : La résolution de Tai-Yan !! - Ch.79 : Un sentiment profond et fort - Ch.80 : Souvenirs qui murmurent !! - Ch.81 : Un paysage déjà vu !! - Ch.82 : Un lieu plein de souvenirs !! - Ch.83 : Car nulle fleur ne doit être cueillie !! - Ch.84 : Un cœur protecteur caché !! - Ch.85 : Banquet et coups de feu !! - Ch.86 : Prier avec le dieu de la mort !! - Ch.87 : La renaissance des sentiments !! - Ch.88 : La porte des souvenirs !! |                   |                   |                   |               |
| 9 | 10 mai 2004       | 4-10-771151-X     | 15 juillet 2005   | 9782845385221 |
| Liste des chapitres : - Ch.89 : Larmes de prière !! - Ch.90 : Une nouvelle voie !! - Ch.91 : Le plan secret de Zhang Lie-Shan !! - Ch.92 : Depuis ce jour !! - Ch.93 : Le métier de tueur à gages !! - Ch.94 : L'origine de la légende !! - Ch.95 : Une chaleur enveloppante !! - Ch.96 : La ville où prospère le mal !! - Ch.97 : Le nom interdit !! - Ch.98 : Un accueil de première classe !! - Ch.99 : Deux grands maîtres dressés sous les étoiles !! |                   |                   |                   |               |
| 10 | 9 août 2004       | 4-10-771167-6     | 8 septembre 2005  | 9782845385559 |
| Liste des chapitres : - Ch.100 : Un homme indigne d'être expert en arts martiaux !! - Ch.101 : L'étincelle dans les yeux de la mort !! - Ch.102 : Le vœu d'un père !! - Ch.103 : La passation du titre d'héritier !! - Ch.104 : L'homme dont le ciel a besoin !! - Ch.105 : L'arrivée de Jiang Jieshi !! - Ch.106 : La liste de l'espoir !! - Ch.107 : Le convoyeur au grand cœur !! - Ch.108 : Prière et sourire !! - Ch.109 : La Croix du Sud arrive !! - Ch.110 : Le code d'honneur d'un homme !! |                   |                   |                   |               |
| 11 | 9 décembre 2004   | 4-10-771189-7     | 10 novembre 2005  | 9782845386112 |
| Liste des chapitres : - Ch.111 : Sur les traces de la liste !! - Ch.112 : En tant que maître en arts martiaux !! - Ch.113 : Présage de combat à mort !! - Ch.114 : À la recherche d'un homme fort !! - Ch.115 : Une raison pour se battre !! - Ch.116 : Lorsque l'étoile annonciatrice de la mort brille !! - Ch.117 : Un vœu ! Au bout du sang !! - Ch.118 : Comme en rêve !! - Ch.119 : La promesse faite à un peng-you !! - Ch.120 : Les balles assassines du remords !! - Ch.121 : Troubles sanglants !! Prélude à la guerre !! - Ch.122 : Le spectacle qui s'étend au-delà de la mort !!                                                                                                |                   |                   |                   |               |
| 12 | 9 mars 2005       | 4-10-771206-0     | 12 janvier 2006   | 9782845386525 |
| Liste des chapitres : - Ch.123 : Deux héros qui se jaugent !! - Ch.124 : Guerriers puissants sans cesse en quête d'adversaires !! - Ch.125 : Destinés à se battre !! - Ch.126 : Le combat à mort du destin !! - Ch.127 : Décision à la veille de l'incident de Shanghaï !! - Ch.128 : Pas de pitié pour les démons !! - Ch.129 : Lorsque l'incident de Shanghaï a éclaté !! - Ch.130 : Explosion! La concession de l'enfer !! - Ch.131 : L'obsession de la force ultime !! - Ch.132 : Le Hokuto Shinken ne fait pas peur !! - Ch.133 : Le face à face du destin !! - Ch.134 : Kyoku Jûji Seiken, l'ultime technique !!                                                                       |                   |                   |                   |               |
| 13 | 9 juillet 2005    | 4-10-771225-7     | 8 mars 2006       | 9782845386754 |
| Liste des chapitres : - Ch.135 : Renoncer à la vie !! - Ch.136 : La croisée des chemins du destin !! - Ch.137 : Le guerrier impitoyable revient !! - Ch.138 : La loi du Hokuto !! - Ch.139 : L'homme qui joue avec l'histoire !! - Ch.140 : Le pressentiment d'une rencontre !! - Ch.141 : La pièce du dragon montrera la voie !! - Ch.142 : L'arrivée d'une nonne du Ryûkaken !! - Ch.143 : Une requête pleine de tristesse !! - Ch.144 : Le dernier émissaire secret !! - Ch.145 : Un regard couleur de néant !! - Ch.146 : À quoi sert d'atteindre la force ultime ?! |                   |                   |                   |               |
| 14 | 9 janvier 2006    | 4-10-771258-3     | 13 juillet 2006   | 9782845387171 |
| Liste des chapitres : - Ch.147 : Le faux confessionnal !! - Ch.148 : La flèche du combat !! - Ch.149 : Au nom de la force ultime !! - Ch.150 : La loi de la honte !! - Ch.151 : Vision de ténèbres !! - Ch.152 : Combat à mort ! Les poings qui s'affrontent !! - Ch.153 : L'engrenage de la destinée !! - Ch.154 : Malice et cauchemar !! - Ch.155 : La crapule ! Du Tian-Feng !! - Ch.156 : Une mouche dans le cœur !! - Ch.157 : Un visiteur inattendu !! - Ch.158 : Fureur ! Le vin du mensonge !! |                   |                   |                   |               |
| 15 | 10 juillet 2006   | 4-10-771281-8     | 8 février 2007    | 9782845389069 |
| Liste des chapitres : - Ch.159 : La déclaration de guerre de l'ombre !! - Ch.160 : Si tu as un problème avec le Qing Bang, c'est à moi qu'il faut le dire !! - Ch.161 : Le poing de la vengeance !! - Ch.162 : Traqué par la rage !! - Ch.163 : Rusé ! Le piège de l'hippodrome !! - Ch.164 : Le dieu de la mort des territoires de l'Ouest !! - Ch.165 : Le Seito Gekken au sang de loup !! - Ch.166 : L'art martial exterminé !! - Ch.167 : Un destin maculé de sang !! - Ch.168 : L'histoire secrète de la naissance du Hokuto Shinken !! - Ch.169 : Une rancœur maculée de sang !! - Ch.170 : Le sang d'un loup triste !! - Ch.171 : L'homme qui priait la lune !!                       |                   |                   |                   |               |
| 16 | 9 février 2007    | 978-4-10-771318-6 | 27 septembre 2007 | 9782809400885 |
| Liste des chapitres : - Ch.172 : La punition divine ! L'impardonnable Hokuto !! - Ch.173 : La miséricorde de Dieu !! - Ch.174 : L'éradication du Hokuto !! - Ch.175 : Celui qui voit Dieu !! - Ch.176 : L'ambition du Tian-Feng !! - Ch.177 : L'homme qui voyait Dieu !! - Ch.178 : L'hirondelle et la croix !! - Ch.179 : Le sacrifice de la nuit de la nouvelle lune !! - Ch.180 : La technique secrète ultime du Seito !! - Ch.181 : L'essence du Sôraiken !! - Ch.182 : Suivez l'odeur du sang !! - Ch.183 : Pour mon Peng-You !! - Ch.184 : Un destin de deux mille ans !! |                   |                   |                   |               |
| 17 | 10 septembre 2007 | 978-4-10-771356-8 | 15 mai 2008       | 9782809403046 |
| Liste des chapitres : - Ch.185 : Si t'as un problème avec le Hokuto, c'est à moi qu'il faut le dire !! - Ch.186 : Hyakuretsuken !! Explosion !! - Ch.187 : Le dernier sourire !! - Ch.188 : La petite hirondelle quitte le nid !! - Ch.189 : Un adieu sans larme !! - Ch.190 : La veille de la bataille navale !! - Ch.191 : Yu-ling, le parrain du Qing Bang, passe à l'attaque !! - Ch.192 : Le code de l'honneur du Qing Bang !! - Ch.193 : Lancement de l'opération navale !! - Ch.194 : Le comble de l'arroseur !! - Ch.195 : En tant que maître en art martial !! - Ch.196 : Guidé par les étoiles !! - Ch.197 : Le murmure de la sainte mère !!                                       |                   |                   |                   |               |
| 18 | 8 mars 2008       | 978-4-10-771387-2 | 23 octobre 2008   | 9782809405149 |
| Liste des chapitres : - Ch.198 : La voix maternelle ressuscitée !! - Ch.199 : Le passé de Liu Zong-Wu !! - Ch.200 : Un parfum de nostalgie !! - Ch.201 : La voix du destin !! - Ch.202 : Le rituel initiatique !! - Ch.203 : Liu Zong-Wu, l'héritier !! - Ch.204 : Le vrai visage de l'héritier !! - Ch.205 : Le poing le plus puissant de l'histoire !! - Ch.206 : Le spectre du Seito !! - Ch.207 : La volonté du dieu Gesshi !! - Ch.208 : Une aura belliqueuse écrasante !! - Ch.209 : Au bout de la haine et de la vengeance...!! |                   |                   |                   |               |
| 19 | 9 octobre 2008    | 978-4-10-771421-3 | 15 avril 2009     | 9782809407082 |
| Liste des chapitres : - Ch.210 : La vérité cachée !! - Ch.211 : L'honneur du roi !! - Ch.212 : Discussion avec la Sainte Mère !! - Ch.213 : La marque du destin du Hokuto !! - Ch.214 : Discussion entre maîtres en arts martiaux !! - Ch.215 : L'âme du guerrier !! - Ch.216 : Le dragon à cinq griffes, protecteur du dieu créateur !! - Ch.217 : Au bout du destin !! - Ch.218 : Hokuto Tenkishô, le salut du Hokuto !! - Ch.219 : La danse de l'enfant démon !! - Ch.220 : La danse de la mort !! - Ch.221 : Les lointaines pensées de Zhang Tai-Yan !! - Ch.222 : Le poing aimer des cieux !!                                                                                           |                   |                   |                   |               |
| 20 | 9 mars 2009       | 978-4-10-771467-1 | 14 octobre 2009   | 9782809409154 |
| Liste des chapitres : - Ch.223 : Pour l'âme d'un enfant...!! - Ch.224 : Sôryûtenra !! - Ch.225 : Un duel sans fin !! - Ch.226 : Un amour plus fort que tout !! - Ch.227 : Le kekkai de la mort !! - Ch.228 : Tempête de pétales de cerises dorés !! - Ch.229 : La chaleur de l'amour !! - Ch.230 : La volonté du ciel !! - Ch.231 : La compassion de la déesse !! - Ch.232 : Une belle défaite !! |                   |                   |                   |               |
| 21 | 9 décembre 2009   | 978-4-10-771535-7 | 16 mars 2011      | 9782809413748 |
| Liste des chapitres : - Ch.233 : La stèle du requiem !! - Ch.234 : Le fondateur du Hokuto Shinken !! - Ch.235 : Au bout de la souffrance !! - Ch.236 : La mère compatissante du Hokuto !! - Ch.237 : La lignée à la destinée céleste !! - Ch.238 : Une histoire de souffrance !! - Ch.239 : La transmission du Hokuto Shinken !! - Ch.240 : La séparation des trois frères !! - Ch.241 : Le poing protecteur des héros !! - Ch.242 : Le précédent héritier !! - Ch.243 : La naissance d'A-Xing !! - Ch.244 : La fin du rituel initiatique !! - Ch.245 : Au bout d'un long voyage !! - Ch.246 : Les âmes du Hokuto !! - Ch.247 : L'existence de dieu !! - Ch.248 : Les flammes de la haine !! |                   |                   |                   |               |
| 22 | 9 novembre 2010   | 978-4-10-771601-9 | 11 avril 2012     | 9782809414622 |
| Liste des chapitres : - Ch.249 : Les descendants du Hokuto !! - Ch.250 : Rencontre inattendue sur le champ de bataille !! - Ch.251 : Le peuple de Yuezhi !! - Ch.252 : Un amour plus fort que tout !! - Ch.253 : Les larmes de la vérité !! - Ch.254 : La décision du Seito !! - Ch.255 : Un coup de colère !! - Ch.256 : La volonté de la pierre Magatama !! - Ch.257 : Jour de floraison !! - Ch.258 : Conversation sous un cerisier en fleur !! - Ch.259 : Un jeune cœur plein de compassion !! - Ch.260 : Le 62e héritier du Hokuto Shinken !! |                   |                   |                   |               |

## Anime

### Liste des épisodes
| No | Titre français                        | Titre japonais       | Titre japonais               | Date de 1re diffusion |
| No | Titre français                        | Kanji                | Rōmaji                       | Date de 1re diffusion |
| -- | ------------------------------------- | -------------------- | ---------------------------- | --------------------- |
| 01 | Wanted - the King of Death            | 賞金首・閻王         | Shōkinkubi En'ō              | 4 octobre 2006        |
| 02 | The Code of Duty                      | 江胡の義気           | Kōko no Giki                 | 11 octobre 2006       |
| 03 | The Successor to Hokuto               | 北斗を継ぐ者         | Hokuto o Tsugumono           | 18 octobre 2006       |
| 04 | Wish Upon the Blue Sky!               | 蒼天に願え           | Sōten ni Negae               | 25 octobre 2006       |
| 05 | In Shanghai                           | 上海に立つ           | Shanhai ni Tatsu             | 1er novembre 2006     |
| 06 | The Execution Game                    | 虐殺の処刑遊戯       | Gyakusatsu no Shokei Yūgi    | 8 novembre 2006       |
| 07 | The Battle                            | 激突                 | Gekitotsu                    | 15 novembre 2006      |
| 08 | Pray to the God of Hell               | 地獄の神に祈れ       | Jigoku no Kami ni Inore      | 22 novembre 2006      |
| 09 | A Destiny Steeped in Blood            | 血塗られた宿命ゆえに | Chi Nurareta Shukumei Yue ni | 29 novembre 2006      |
| 10 | Battle of the Hokuto Masters          | 北斗同士の戦い       | Hokuto Dōshi no Tatakai      | 6 décembre 2006       |
| 11 | Ask the Dragon                        | 龍に問え             | Ryū ni Toe                   | 13 décembre 2006      |
| 12 | Signal of Resurrection                | 復活の狼煙           | Fukkatsu no Noroshi          | 20 décembre 2006      |
| 13 | At The End of Madness                 | 狂気の果てに...      | Kyōki no Tate ni...          | 10 janvier 2007       |
| 14 | Journey of Fate                       | 運命の旅             | Unmei no Tabi                | 17 janvier 2007       |
| 15 | The Beautiful Horse Bandit            | 美しき馬賊           | Utsukishi Bazoku             | 24 janvier 2007       |
| 16 | Seeking Refuge                        | 安息の地を求めて     | Ansoku no Chi o Motomete     | Non diffusé (DVD)     |
| 17 | Death Sentence! The Fallen Palm       | 死の宣告!堕天掌      | Shi no Senkoku! Datenshō     | Non diffusé (DVD)     |
| 18 | The Aura of Hokuto Sōkaken            | 北斗曹家拳の闘気     | Hokuto Sōkaken no Tōki       | Non diffusé (DVD)     |
| 19 | An Undaunted Offering of Flowers      | 毅然たる献花         | Kizentaru Kenka              | 31 janvier 2007       |
| 20 | A Trick of Fate                       | 運命の悪戯           | Unmei no Itazura             | 7 février 2007        |
| 21 | A Burning Confrontation               | 燃えたぎる対峙       | Moetagiru Taiji              | Non diffusé (DVD)     |
| 22 | The Secret Technique of Zhāng Tài-Yán | 張太炎の奥義         | Chō Taien no Ōgi             | 14 février 2007       |
| 23 | The Unforgettable Pain                | 忘れ得ぬ痛み         | Wasureinu Itami              | 21 février 2007       |
| 24 | A Deep Strong Memory                  | 深く強き想い         | Fukaku Tsuyoki Omoi          | 28 février 2007       |
| 25 | A Banquet and a Gunshot               | 祝宴と銃声           | Shukuen to Jūsei             | 7 mars 2007           |
| 26 | To a Better Tomorrow                  | より良い明日へ       | Yori Yoi Ashita e            | 14 mars 2007          |

### Doublage
| Personnages     | Voix japonaise   |
| --------------- | ---------------- |
| Kenshiro Kasumi | Kouichi Yamadera |
| Yu-Ling Pan     | Aya Hisakawa     |
| Tai-Yan Zhang   | Houchu Ohtsuka   |
| Ye              | Kinryu Arimoto   |
| Guang-Lin Pan   | Masaki Terasoma  |

## Faits historiques
- Le dernier empereur Puyi ainsi que le Qing Bang ont réellement existé.